# ミュリオケファロンの戦い
ミュリオケファロンの戦い（ミュリオケファロンのたたかい、ギリシア語: Μάχη του Μυριοκέφαλου トルコ語: Miryakefalon Savaşı）は、1176年9月17日にアナトリア中部のミュリオケファロン（Myriokephalon）で、コムネノス王朝東ローマ帝国とルーム・セルジューク朝との間で戦われた戦闘であり、ルーム・セルジューク朝が勝利をおさめた。これによりコムネノス王朝東ローマ帝国の衰退が決定的になり、その威信も著しく失墜した。

## 背景
11世紀末、マラズギルトの戦いに勝利したセルジューク朝はアナトリア西部へと勢力を伸ばし、東ローマ帝国のアナトリアの領土は地中海沿岸部が残るのみとなっていた。その後、十字軍、アレクシオス1世、ヨハネス2世の尽力によりアナトリア西部と湾岸部を取り戻したものの、ヨハネス2世の跡を継いだマヌエル1世はルーム・セルジューク朝と友好的な条約を結んで対立の回避に努めた。
しかし、一方ではマヌエル1世はルーム・セルジューク朝からの小アジア奪還を諦めていなかった。この時期、シリアに拠点を置くザンギー朝のヌールッディーンもルーム・セルジューク朝の東進を危惧してダニシュメンド朝を支援したため、ルーム・セルジューク朝という共通の敵を持つ東ローマ帝国とザンギ－朝が接近し、1157年に条約を結ぶ。その成果がでたのはメンデレス川流域での戦いであり、クルチ・アルスラーン2世を敗北させ、1162年には平和条約を結んでいくつかの都市の返還を約束させる条約の締結に成功した。

ルーム・セルジューク朝, 1190

平和条約の結ばれた1162年以降、1174年まで東ローマ帝国とルーム・セルジューク朝の関係は、突発的な小競り合いは継続していたものの小康状態にあった。その間、マヌエル1世は西方への政策に苦心し、ルーム・セルジューク朝のクルチ・アルスラーン2世は東方を討って後顧の憂いを断つ軍事行動に専念した。ルーム・セルジューク朝はダニシュメンド朝を攻め、1171年にはダニシュメンド朝を支援するザンギー朝のヌールッディーンとも交戦し、膠着状態のまま1173年に和平が結ばれる。その条約の一項には、東ローマ帝国とルーム・セルジューク朝との戦いにおいて、ヌールッディーンが中立を守ることが定められていた。1174年にはエジプト遠征の準備を進めていたヌールッディーンが死去し、後継者もサラディンの圧迫によりダニシュメンド朝への支援を放棄した。
こうして足場を固めたルーム・セルジューク朝だったが、クルチ・アルスラーン2世がまず望んだのは平和の維持だった。1175年、平和条約の更新を求めるルーム・セルジューク朝の使者がコンスタンティノープルに滞在するマヌエル1世の元へ到着する。しかし、マヌエル1世は優位を信じ、平和条約の更新を拒否してアナトリア奪還のための遠征軍を派遣する。しかし、この遠征軍はニクサル（Niksar）攻略を果たせず、1176年、マヌエル1世は自ら出陣し、ルーム・セルジューク朝の首都コンヤ（イコニオン、Konya）へ向けて軍を進めた。

## 経過
マヌエル1世の率いる軍勢は25,000に達し、東ローマ帝国の他にアンティオキア公国軍、ベーラ3世の派遣したハンガリー王国軍によって構成されていた。その大軍はコンヤを目指しメンデレス川の上流部を通過して国境付近の山岳地帯に到着した。クルチ・アルスラーン2世にはその大軍を前に再び平和条約の更新を提案したが、マヌエル1世はこれを容れずミュリオケファロンの峠へと軍を進めた。
しかしミュリオケファロンの峠は道が狭い上に緑が深く、ルーム・セルジューク朝の兵士たちが身を隠すには格好の地帯だった。クルチ・アルスラーン2世も蛇行して続く谷のあちらこちらに拠点を築き、執拗に補給線への攻撃を行って東ローマ帝国の消耗を強いた。マヌエル1世は妨害を受けながらも前進を続けるが、ついに9月17日、待ち伏せるセルジューク朝の兵士の総攻撃によって大敗した。敗退した帝国軍の中で被害が大きかったのはアンティオキア公国の軍勢であり、東ローマ帝国軍自体はそれほど被害を受けなかったが、マヌエル自身も窮地に陥りながら辛くもコンスタンティノープルに撤退した。勝利したクルチ・アルスラーン2世は、東ローマ帝国の敗北とザンギー朝の中立化で孤立したマラティヤのダニシュメンド朝を攻め、1178年に滅ぼす。一方で東ローマ帝国とは寛大な条件で和平条約を結んだ。敗北に衝撃を受けたマヌエル1世はアナトリア奪還の野心を失い、以降東ローマ帝国は国境の維持のみに腐心する。

## 影響
ミュリオケファロンの戦いの結果として、マヌエル1世が進めてきた戦争による国力の疲弊、それに伴う大土地所有貴族の割拠が東ローマ帝国にもたらされた。その不安定化した内情は、マヌエル1世の死後、後継者アレクシオス2世コムネノスと外戚アンドロニコス1世コムネノスとの対立という形で浮き彫りになっていく。
間接的な影響としては東ローマ帝国の国威の凋落を周辺諸国及び西側各国に強く印象づけることになった。神聖ローマ帝国のフリードリヒ1世はこの敗戦を知るとマヌエル1世へ使者を送り、「ローマ帝国を受け継ぐ神聖ローマ皇帝は、ギリシアをも支配する存在である」としてその野心を示した。また、マヌエル1世がヨーロッパ諸国と結んだ外交関係も1177年にヴェネツィア条約が結ばれ、神聖ローマ皇帝、北イタリア諸都市、ローマ教皇の和解が成立したことで水泡に帰した。ハンガリー王国のベーラ3世は、マヌエル1世との個人的な友誼により友好関係を保っていたが、1180年にマヌエル1世が死去すると東ローマ帝国領へ侵入し、クロアチアの一部、ダルマティアを奪った。マヌエル1世の存命中は西進を中止していたルーム・セルジューク朝も、マヌエル1世の死去で東ローマ帝国が乱れると西進を再開し、アナトリア半島に残された東ローマ帝国領の沿岸部のほとんどを併合した。